# 克萊奧 (密歇根州)
克萊奧（英語：Clio）是一個位於美國密歇根州傑納西縣的城市。

## 人口
根據2020年美國人口普查的數據，克萊奧的面積為2.90平方千米，當中陸地面積為2.87平方千米，而水域面積為0.03平方千米。當地共有人口2525人，而人口密度為每平方千米871人。